# Симон Бокканегра
Симо́н Боккане́гра (лиг. Scimon Boccaneigra, итал. Simone Boccanegra; ум. 1363) — первый дож Генуи. Был избран пожизненным дожем 24 сентября 1339 года, как кандидат от популярной политической группировки гибеллинов, противников гвельфов.

## Биография
История жизни Симона Бокканегра была популяризирована трагедией испанского драматурга Антонио Гарсиа Гутьерреса «Симон Бокканегра» (исп. Simón Bocanegra; 1843) и оперой итальянского композитора Джузеппе Верди «Симон Бокканегра» (итал. Simon Boccanegra; 1857).

## Правление
Во времена правления Симона Бокканегра Генуэзская республика распространила свой контроль над Ривьерой. Генуэзские галеры поддерживали Альфонсо XI в его борьбе с сарацинами.
Бокканегра был вынужден уйти в отставку 23 декабря 1344 года. Его преемником стал Джованни I де Мурта, умерший в начале января 1350 года, а затем — Джованни II Валенте. Во время правления последнего генуэзские силы потерпели тяжёлое поражение от венецианцев в битве у Лоиеры. Потеряв поддержку, Джованни II в итоге был вынужден оставить должность (8 октября 1353), и она осталась вакантной. В 1356 году Бокканегра вернулся к власти до 1363 года, когда он был отравлен. Его преемником стал Габриэле Адорно.

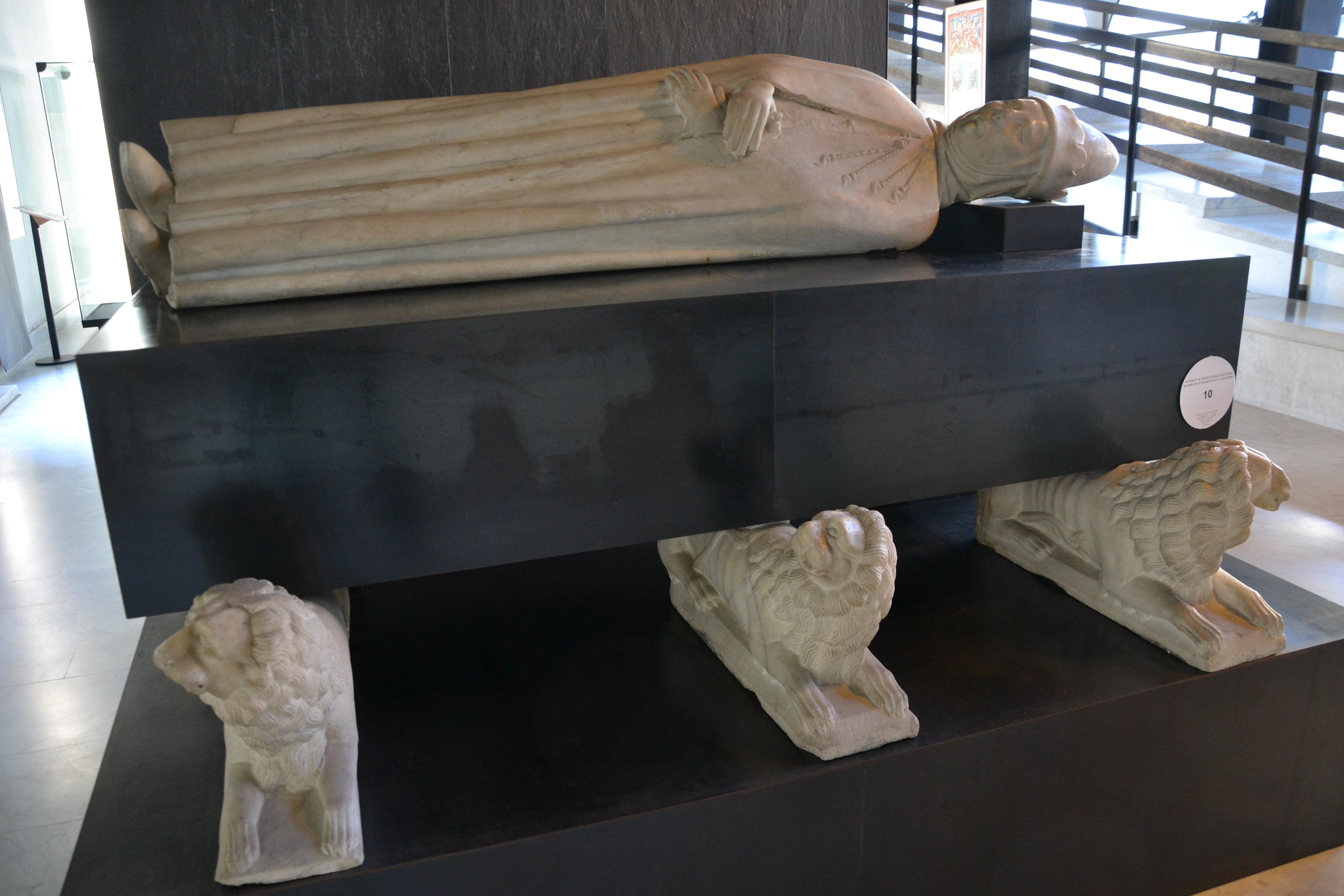
Могильный памятник Симона Бокканегро